# Longkamp
Longkamp là một đô thị ở Hunsrück bang Rhineland-Palatinate, Đức.
Longkamp đã được đề cập lần đầu trong tài liệu năm 1030. Tên gọi Longkamp lấy từ cụm từ La Tinh "longus campus".